# ماونتاین سنتر (کالیفرنیا)
ماونتاین سنتر (به انگلیسی: Mountain Center) یک منطقهٔ مسکونی در ایالات متحده آمریکا است که در شهرستان ریورساید، کالیفرنیا واقع شده‌است. ماونتاین سنتر ۴٫۸۸۵ کیلومتر مربع مساحت و ۶۳ نفر جمعیت دارد و ۱٬۳۷۷٫۱ متر بالاتر از سطح دریا واقع شده‌است.